# FHM
FHM (For Him Magazine) é uma revista britânica mensal internacional que se dirige ao público masculino. É publicada em mais de 25 países.

## Versão portuguesa
Em Portugal é editada pela Impresa Publishing. A publicação conta com sessões fotográficas, entrevistas e artigos sobre desporto, automobilismo, informática, gadgets, estilo de vida, etc.. Para a revista posam modelos, actrizes e outras personalidades. O primeiro director da publicação foi Pedro Boucherie Mendes. Actualmente a revista é dirigida por João Godinho. Diogo Madeira é o editor e Basílio dos Santos o Coordenador de Redacção. A equipa de redacção é completada por, José Mascarenhas (jornalista), Manuel Damião (editor de moda) e André Athayde Alves (colaborador). Conta ainda com crónicas mensais de Joel Neto, Sissi e Nilton.
Em Março de 2008 a revista surpreendeu ao apresentar uma contra-capa com um homem, numa edição especial de moda Primavera/Verão 2008. O escolhido foi o ex-futebolista Ricardo Sá Pinto. Na edição especial Outono/Inverno a capa masculina foi atríbuida ao também ex-jogador João Vieira Pinto. Já em 2009, o escolhido para a edição Primavera/Verão foi o surfista Tiago "Saca" Pires.